# Chukankal, Koppal
Chukankal là một làng thuộc tehsil Koppal, huyện Koppal, bang Karnataka, Ấn Độ.